# Splendid isolation
Splendid isolation (z ang. "wspaniała izolacja") – termin używany jako określenie polityki zagranicznej, realizowanej przez Wielką Brytanię od 1815 roku do początku XX wieku, pod rządami konserwatystów Benjamina Disraelego i markiza Salisbury. Termin ten został ukuty przez kanadyjskiego członka parlamentu, by pochwalić brytyjski brak zaangażowania w skonfliktowanej Europie. 
Polityka splendid isolation charakteryzowała się niechęcią do wchodzenia w stałe sojusze z europejskimi i światowymi mocarstwami oraz wzrostem znaczenia i rangi brytyjskich kolonii, protektoratów i terytoriów zależnych. Zbiegła się ona również z rozwojem nieformalnego imperium objętego i zdominowanego sferą wpływów Wielkiej Brytanii, nie zarządzaną jednak bezpośrednio przez Rząd Królewski.

## Pochodzenie terminu
Jako opis brytyjskiej polityki zagranicznej, termin ten został spopularyzowany przez wicehrabiego George’a Goschena, pierwszego Lorda Admiralicji, podczas przemówienia w Lewes w Anglii, dnia 26 lutego 1896 roku, gdy powiedział on: „Byliśmy tu sami w izolacji – naszej wspaniałej izolacji, jak to określił jeden z naszych kolonialnych przyjaciół”. Termin pojawił się kilka tygodni wcześniej 22 stycznia 1896 roku w The Times, parafrazując wypowiedź Ministra Finansów Kanady George’a Fostera (1847–1931) skierowaną do kanadyjskiego parlamentu: „W tych nieco problematycznych czasach, gdy Imperium pozostaje we wspaniałej izolacji w Europie…”.

## Tło historyczne
Przez stulecia, priorytetowym celem polityki zagranicznej Wielkiej Brytanii było utrzymanie równowagi sił w Europie. Drugorzędnym celem była natomiast ochrona interesów w zamorskich koloniach i dominiach, jako że wolny handel gwarantował żywot Imperium. Szlaki morskie do kolonii, szczególnie te łączące Wielką Brytanię z Indiami (przez Kanał Sueski) pozostawały kluczowe dla Imperium brytyjskiego.

## Porzucenie polityki
Brytyjska wspaniała izolacja zakończyła się w 1902 roku po zawarciu sojuszu brytyjsko-japońskiego. Wielka Brytania zaczęła normalizację stosunków z państwami europejskimi, z którymi toczyła spory. Ententa i porozumienie rosyjsko-brytyjskie zostały podpisane odpowiednio w 1904 i 1907 roku. System sojuszniczy został ostatecznie uformowany w czasie zbiegającym się z powstaniem Trójprzymierza, co było jednym z najważniejszych czynników wybuchu I wojny światowej.